# 84e division d'infanterie d'Afrique
La 84e division d'infanterie d'Afrique est une ancienne unité de l'armée française. Elle combat pendant la Seconde Guerre mondiale.

## Commandants de la84eDIA
- 1939 - 1940 : général Ardant du Picq, l'un des treize officiers généraux français morts au cours des opérations de mai-juin 1940.
- 1940 :  général Goubaux

## Historique des garnisons, combats et batailles

### Seconde Guerre mondiale

#### Composition
- 4e Régiment de tirailleurs tunisiens
- 8e Régiment de tirailleurs tunisiens
- 4e Régiment de zouaves.
- 62e régiment d'artillerie d'Afrique
- 84e groupe de reconnaissance de division d'infanterie